# 巴巴寺
巴巴寺是位於四川省閬中市盤龍山的中國蘇非派嘎德忍耶教門的清真寺，文物遺址年代判定為清。1996年9月16日公佈為四川省第四批省級文物保護單位。2013年3月5日列為第七批全國重點文物保護單位。

## 歷史背景
1684年，蘇非派的華哲兼賽義德阿卜董拉希（Khwaja Sayyed Abdullāh）經甘肅、陝西二省至閬中傳教。閬中川北鎮總兵馬子雲尊其為師長，在子雲的安排下，阿卜董拉希在古城東門北側的鐵塔寺定居。阿卜董拉希是伊斯蘭先知穆罕默德的第二十九代後裔，時人描述其為「神形古健，狀貌若仙，言語詼諧，善於騎射，尤工詩歌」，稱作「西來上人」。他與馬子雲遊蟠龍山，見南麓處居蟠龍山龍脈之首，便卜陰宅於水池中。阿卜董拉希於1689年去世，他的弟子祁靜一和馬子雲在他生前占卜之處建造「拱北」墓亭，命名為「久照亭」，日後發展為現今的巴巴寺。